# ...Honor is All We Know
...Honor Is All We Know is het achtste studioalbum van de Amerikaanse punkband Rancid. Het is uitgegeven op 27 oktober 2014. Het album is zowel door Hellcat Records als Epitaph Records uitgegeven. Het is Rancid's kortste album; het duurt net geen 33 minuten. 

## Nummers
1. "Back Where I Belong" - 2:12
2. "Raise Your Fist" - 3:05
3. "Collision Course" - 1:57
4. "Evil's My Friend" - 2:10
5. "Honor Is All We Know" - 2:12
6. "A Power Inside" - 2:04
7. "In the Streets" - 2:26
8. "Face Up" - 1:35
9. "Already Dead" - 2:22
10. "Diabolical" - 3:12
11. "Malfunction" - 2:26
12. "Now We're Through With You" - 1:52
13. "Everybody's Sufferin'" - 2:56
14. "Grave Digger" - 2:20

iTunes bonustracks
1. "Breakdown" - 2:20
2. "Something to Believe in a World Gone Mad" - 2:47
3. "Turn In Your Badge" - 1:15

Bonustracks voor de lp-versie
1. "Breakdown" - 2:20

Japanse bonustracks
1. "Breakdown" - 2:20
2. "Something to Believe in a World Gone Mad" - 2:47
3. "Turn in Your Badge" - 1:15
4. "Rancid's Barmy Army" - 1:21

## Band
- Tim Timebomb - zang, gitaar
- Lars Frederiksen - gitaar, zang
- Matt Freeman - basgitaar, zang
- Branden Steineckert - drums, slagwerk